# .eg
eg. هو نطاق المستوى الأولي لمصر (ccTLD).
و على من يريد تسجيل نطاق ينتهي بـ.eg لابد أن يكون الموقع ممثل محلّي أو يكون الموقع مستضاف على خوادم اسم نطاق (DNS) المصرية.

## نطاقات ذات المستوى الثاني
هناك 11 نطاق من المستوى الثاني. التسجيلات تتم بدأً من المستوى الثاني تحت eg. مباشرةًً أو من المستوى الثالث تحت أحد أسماء النطاقات التالية:
- ac.eg. : مواقع أكاديمية
- com.eg. : مواقع تجارية
- edu.eg. : مواقع تعليمية
- eun.eg. : شبكة الجامعات المصرية
- gov.eg. : مواقع حكومية
- info.eg. : مواقع قطاع المعلومات
- mil.eg. : مواقع عسكرية
- name.eg. : مواقع شخصية
- net.eg. : شبكات
- org.eg. : منظمات مصرية
- sci.eg. : مواقع علمية
- sport.eg. : مواقع رياضية
- tv.eg. : مواقع الإعلام المرئي

كما يمكن التسجيل من المستوى الثاني، مثال: bibalex.eg، nic.eg، vodafone.eg، coke.eg.

## اقرأ أيضا
- .مصر

## وصلات خارجية
- الموقع الرسمي ل-eg.
- معلومات عن التسجيل
- قائمة بجميع المواقع ذات نطاق "eg."